# Figarolica (Vrsar)
Figarolica je nenaseljen otoček v Jadranskem morju. Pripada Hrvaški. V skladu z zakonom o otokih ter glede na demografske razmere in gospodarski razvoj je Figarolica uvrščen v kategorijo majhnih, občasno naseljenih in nenaseljenih otokov in otočkov, za katere se sprejemajo programi trajnostnega razvoja otokov.
V državnem programu za zaščito in uporabo majhnih, občasno naseljenih in nenaseljenih otokov ter okoliškega morja Ministrstva za regionalni razvoj in sklade Evropske unije je otok Figarolica uvrščen med kamnite otoke. Ima površino 3.760 m2 in obalo v dolžini 226 m. IOO je 1309 in pripada občini Vrsar.